# Arctopsyche hirayamai
Arctopsyche hirayamai är en nattsländeart som beskrevs av Matsumura 1931. Arctopsyche hirayamai ingår i släktet Arctopsyche och familjen ryssjenattsländor. Inga underarter finns listade i Catalogue of Life.